# Ldd (instrukce)
ldd nebo LDD je instrukce procesoru Z80 a procesorů AVR.

## Instrukce procesoru Z80
Instrukce patří do skupiny instrukcí pro přenos bloků. Instrukce přenese jeden byte z adresy, na kterou ukazuje registr HL, na adresu, na kterou ukazuje registr DE.
| Kód instrukce | Kód instrukce | Kód instrukce | Kód instrukce | Kód instrukce | Kód instrukce | Kód instrukce | Kód instrukce | Kód instrukce |
| ------------- | ------------- | ------------- | ------------- | ------------- | ------------- | ------------- | ------------- | ------------- |
|               | 7             | 6             | 5             | 4             | 3             | 2             | 1             | 0             |
| 1. byte       | 1             | 1             | 1             | 0             | 1             | 1             | 0             | 1             |
| 2. byte       | 1             | 0             | 1             | 0             | 1             | 0             | 0             | 0             |

Délka instrukce je dva byty, kód instrukce v šestnáctkové soustavě je EDA8, první byte je prefix ED.
Přenos bytu probíhá v následujících krocích:
1. přenesení hodnoty bytu z adresy, na kterou ukazuje registr HL, na adresu, na kterou ukazuje registr DE,
2. snížení hodnoty v registrech HL a DE o jedničku,
3. snížení hodnoty v registru BC o jedničku,
4. otestování hodnoty v registru BC, pokud je v registru nula, vynulování příznaku P/V, jinak nastavení příznaku P/V.[1][2] Instrukce neovlivňuje příznak Carry.[1]

Instrukce ke svému vykonání potřebuje 4 M-cykly a doba jejího vykonání trvá 16 T-cyklů. V instrukční sadě procesoru Intel 8080 instrukce odpovídající instrukcui ldd není.
Instrukce je vhodná v případě, kdy je přenášen paměťový blok mezi dvěma adresami, kdy je paměťový blok přenášen od svého konce, a po přenesení každého bytu je potřebné provést nějakou akci. Je-li paměťový blok přenášen od svého začátku, je vhodné použít instrukci ldi.

## Instrukce procesorů AVR
U procesorů AVR instrukce LDD slouží pro načtení hodnoty z paměti do registru, kdy adresa v paměti je určena hodnotou ukazatele zvýšeného o konstantu.